# Lidérc technológia
A lidérc technológia a kitalált Csillagkapu-univerzumban szerepel. Alig marad el az ősökétől; mikor az atlantiszi ősök ellen háborúztak, a csaták mindegyikét ők nyerték, bár csak egyszerűen létszámfölény miatt. A háborúban való vesztésre állás kényszerítette arra az ősöket, hogy hagyják el a Pegazus galaxist. A háború során egyre beljebb hatoltak a lidércek által ellenőrzött területekre, így a lidérceknek sikerült pár ép hajót elfoglalni, melyeket ZPM hajtott. Ezzel az energiával készítettek nagyszámú klónt, melyekkel legyőzték az ősöket.

## Adattároló eszköz
A működése gyakorlatilag teljesen megegyezik egy sima pendriveéval, de sokkal ritkább és fontosabb információkat tárol, mint például a lidérc hajók helyzete vagy haditervek.
Először a Genii talált ilyen szerkezetet, mikor lezuhant egy vadász. Később, a Genii képes lett láthatóvá tenni az információkat, bemérni a kaptárhajók helyzetét és kiütni egy kaptárhajó számítógépes rendszerét. Ebből tudták meg, hogy legalább 60 kaptárhajó van a Pegazus galaxisban.

## Szubtéri nyomkövető
Ez a kicsi, szerves gépezetet a lidércek teszik bele a "menekülőkbe", hogy a hollétükről tudjanak. A menekülők olyanok, akiknél ismeretlen okokból a lidércek abbahagyták a táplálkozást, és megjelölték őket. Ők prédák. Először ilyen szerkezetet Ronon Dex hátában találtak. A különlegessége az, hogy csillagkapu nélkül is a galaxis szinte bármely pontjáról képesek jelet adni, és azt lehetséges venni is.
A nyomkövető szerkezet idővel belenő a menekülő idegrendszerébe, megnehezítve az eltávolítását. Eltávolítása defibrillálás után lehetséges, az elektromos áram megöli a szerkezetet, de ez összességében rendkívül veszélyes.

## Lidérc küldöttségi hajó
Nem sokat lehet tudni a hajókról. Nagyobbak egy vadásznál, és fel vannak szerelve teleport rendszerrel. A lidérc kaptárakban is vannak ilyenek, rendelkeznek hiperhajtóművel is.
A 2. évad befejező részében ilyen hajóval érkezett egy lidérc küldöttség (a királynővel) Atlantiszra.

## Lidérc cirkáló
A cirkálókról nem lehet túl sokat tudni. Gyakoribbak a küldöttségi hajóknál, nagyobbak, fejlettebbek is. Ilyen hajók kísérik a kaptárhajókat is egy-egy csatázás során. Képes a hipertér utazásra, de a lidérc kaptárakhoz hasonlóan a hiperhajtóműveik gyengék. Tipikus, hogy a foglyokat is ilyen hajókra szállítják. Kevés az őr, és egész egyszerűen el lehet ott igazodni.
A fegyverzete ismeretlen számú energiafegyverből áll. Ezek hatalmas erejűek és nagy hatótávolságúak.

## Lidérc teherhajó
Használtak egy ilyen hajót is a lidércek az Atlantisz ellen vívott háborúban, hogy bebábozott embereket, lidérceket és fegyvereket szállítson. Egyszer találtak a hajó roncsainál egy lidércet, mely 10.000 éves volt. A saját társaiból és a szállítmányából táplálkozott, és sokat aludt. Fegyverzete és hajtóműveinek állapota ismeretlen.

## Lidérc vadász
A lidérc vadász, a CsKP erői által használt becenevén: „dárda”, egy igen gyakran használt hajó. Képes teleportsugár segítségével energiaként az életraktárjába raktározni lényeket, és újra összerakni azokat. Rendelkezik tárcsázó berendezéssel; ezt a technológiát az ősöktől lopták. Az "Ostrom II." című részben arra is használták, hogy lidérc katonákat szállítsanak Atlantiszra. A hajókat lidérc kaptárhajókban szállítják (kb. 500-1000 db-ot), és hihetetlen sebességgel képesek haladni. Az "Ostrom III." részben a vadászok kamikaze-ként támadtak, és így sok rendszert működésképtelenné tettek. Dr. McKay egyszer rakott egy konzolt egy ilyen vadászba, melynek segítségével lefordították a legtöbb információt, amit a vadász ad. Automatikusan robotpilótára vált, hogyha kaptárközelben van. A fegyverei kisebb energiafegyverek.

## Lidérc kaptárhajó

Lidérc kaptárhajó

A lidérc kaptárhajó a legnagyobb ismert hajó a Lidérc civilizációban. Fegyverzete rendkívül erős energiafegyverekből áll, melyekkel könnyedén elpusztíthatnak egy pajzstalan hajót vagy egy Lidérc cirkáló méretű célpontot.
A kaptárhajók néha landolnak bolygókon. Ezek a hajók kolóniák, melyekben a lidércek táplálkozás nélkül, sztázisban vannak néha hosszú ideig, de leginkább 200-300 évenként ébrednek fel.
A lidérc kaptárhajóban rengeteg vadász van és általában 3 cirkáló kíséri. A kaptárhajók hiperűr-képesek, de a hipertér technológiájuk messze elmarad az asgard vagy az ős hipertértechnológiától. A Deadeluson lévő hiperhajtómű tehát sokkal fejlettebb, mint egy kaptárhajóé: míg a Deadelus-nak 18 nap elérni egyik galaxisból a másikba, ez egy kaptárhajónak lehetetlen feladat. Egyszer a lidérceknek sikerült megkaparintani azt, miképp lehet intergalaktikus hiperhajtóművet építeni, és el is indultak a Föld felé. Szerencsére a Deadelus-nak és az Orion-nak (ami elpusztult a csatában) sikerült megállítani a hajókat.
Már rengeteg kaptárhajóval találkoztak, de információik szerint legalább 60 kaptárhajó van a Pegazus galaxisban. A lidérc technológiákat csak lidérc génnel (mely hasonlít az ATA génhez) lehet irányítani. Az egyetlen ember, aki Atlantiszon van és genetikailag kompatibilis a lidérc technológiákkal, az Teyla.

## Lidérc felderítő műhold
A kis labdaszerű eszközt a lidércek használják bolygók felderítésére. A "Gyermekkor vége" című részben egy ilyen szonda felderítette Sheppard-et és az egyik Pocsolyaugrót. A Sateda-n (Ronon szülőbolygója) is egy ilyen műhold adott képet egy kaptárkirálynak a menekülő Rononról. A műholdak fénysugarakkal keresnek és derítenek fel.

## Lidérc kábító
A lidérc kézifegyvereket "kábítónak" nevezik, mert a Zat fegyverhez hasonlóan nem ölnek meg, csak bénítanak.
A fegyverek egy olyan fajta energiát bocsátanak ki, mely blokkolja az idegsejteket, így az áldozat nem tud mozdulni, elkábul. Az Atlantisz expedíció érkezésével a Tau'ri több ilyen fegyvert is szerzett. Ezeket rendszeresítették a felderítő csapatoknál. A fegyverek hasonlóak a Zat-hez, de nem képesek ölni és nem okoznak fájdalmat. Öt ismert fajtája van.

### Lidérc kábítópisztoly
Általában parancsnokok használják, de néhány alacsonyabb lidérc harcoskasztnál is használják. Az Atlantisz expedíció is szerzett néhányat és előszeretettel használja őket ha valakit el akarnak kábítani.

### Lidérc botfegyver
A fegyver ugyanazokat a kábító energiákat sugározza az idegsejtekbe, mint a többi kábító. A bot alakú fegyver a kábítópuskánál karcsúbb és sokkal jobban használható közelharcra is. A bot egyre jobban kezdi felváltani a lidérc egységeknél a puskát.

### Lidérc kábítóbomba
A fegyver ugyanazokat a kábító energiákat sugározza az idegsejtekbe, mint a többi kábító. Az eszköznek sárga a közepe. Nagyobb területeken található élőlények elkábítására használták. Miközben ledobták, a bombát egy kék energia mező vette körbe. Amikor leérkezett, pár másodperccel később egy kék energia nyaláb tört ki belőle, ami a kábítósugár volt. A kék energia mező hasonlít arra, amit az ugróknál használtak pajzsnak az ún. kábítóbuborékra.
2008-ban, amikor a lidércek fölfedezték a Félúti űrállomást, azon keresztül el akartak jutni a Csillagkapu Parancsnokságra. El is jutottak a Földre és ott bevetettek egy bombát, hogy elkábítsák a személyzetet.

### Lidérc kábítópuska
Ez az elsődleges fegyver, amit a lidérc harcosok használnak. A fegyver egy olyan fajta energiát bocsát ki, mely blokkolja az idegsejteket, így az áldozat nem tud mozdulni, elkábul. Mindezek ellenére a fegyver másik végén éles szuronyok találhatók. A lidércekre ugyanúgy hat a fegyver, de míg beléjük kettőt kell lőni, az emberbe elég egy is. Egy biztonsági osztagot ezzel szereltek fel, amikor John Sheppard keresésére indultak és ő az Iratus bogár retrovírusának hatása alatt állt. A fegyver nem hatott rá.

### Lidérc kábítórúd
A fegyver ugyanazokat a kábító energiákat sugározza az idegsejtekbe, mint a többi kábító. A kábító energia mező akkor lép életbe, ha emberi lényt észlel. A lidérc, Todd arra használta, hogy elkábítsa a Daedalus legénységét, hogy át tudja venni az irányítást, mert azt hitte elárulták.

## Lidérc teleportsugár
A lidérc teleportsugár (nevezik „szívónak” is) a lidérc hajókra van telepítve. Ezeket legtöbbször a vadászok használják. A hajó aljából egy fénysebességű, nagyhatótávú, kúp alakú átlátszó sugár csap le, mely a hajó életraktárába szállítja a felszedett embereket. Csak embereket szed fel, és a velük lévő holmikat. Elegendő energiával egyszerűen lehet üríteni az élettárolót. Ekkor újra lecsap a sugár, de most lesugározza az embereket.

## Lidérc gránát
A Lidérc gránát egy kis, gömb alakú robbanó eszköz, melyet a Lidérc harcosok használnak, ha meg akarnak ölni valakit. Amikor középen megcsavarják, bekapcsol a detonátor. Néha használják aknaként is. A fegyver némileg nem alkalmas a Lidércek számára, mivel ők élve szeretik az áldozatot. Legtöbbször építmények lerombolására használták.

## Lidérc életérzékelő szemüveg
Ez a szemüveg egy lidérc érzékelő: a szemüveget fel kell venni, és infravörös látást, hő- és mozgásérzékelést illetve életjel-érzékelést és nyomkövetést is végez. Ezzel a géppel a Satedán, Ronon szülőbolygóján találkozhattunk. Mikor Rononból az egyik részben újra menekülőt csináltak, leküldték a szülőbolygójára, és egy ilyen szemüveges lidérc ment utána (ő látható a képen). A szemüveggel megkereste Ronont, érzékelte őt, és infravörösen látott vele a sötétben is. A szemüveggel csak ebben az egy részben lehet találkozni.

## Lidérc hallucináció generátor
Ez a szerkezet erőteljes telepatikus hatást fejt ki a lidércek áldozataira. A gépezetet egy lakatlan bolygón találták meg. A gépezet szerves. A hallucináció egy olyan emlékre összpontosul, ahol volt harc és ellenségek. A generátor a csapattársakat mutatja úgy, mint ellenségek. Így a tudatlan emberek elkezdenek egymásra lövöldözni, míg végül meg nem halnak. Sheppard Afganisztánban találta magát egy repülős küldetésén, Teylát a sebesült barátjának és Ronont pedig ellenséges arabnak nézte. Egy másik földi katona Kull harcosokat látott, Ronon lidérceket, dr. Beckett pedig azt, hogy feltámadt egy betege. A gépnek a Genii is áldozatul esett; mikor e bolygóra értek, Genii katonákat találtak holtan; a saját fegyvereik által haltak meg. A szerkezetere immunisak azok, akikben van lidérc DNS (mint az összes lidérc és Teyla).

## Lidérc klónozó bázis
Az ősök elvesztették a lidércek ellen vívott háborút, de nem az ellenség technikája, hanem annak hatalmas száma miatt. Egyszer három ős hajó túl mélyre hatolt be a lidérc területekre, és a lidércek elfoglalták őket, három ZPM-et szerezve. Ezzel az energiamennyiséggel egy klónozó létesítményükben rengeteg lidérc klónt állítottak elő, és egyre beljebb hatoltak az ősök területeire, míg ők el nem hagyták a Pegazus-galaxist. A klónozó központ helyét sokáig titokban tartották, a lidércek körében is legendásnak számított. Az atlantiszi emberek John Sephard vezetésével megsemmisítették, egy sérült, zuhanó kaptárhajót ütköztetve neki.